# Latomos-Kloster

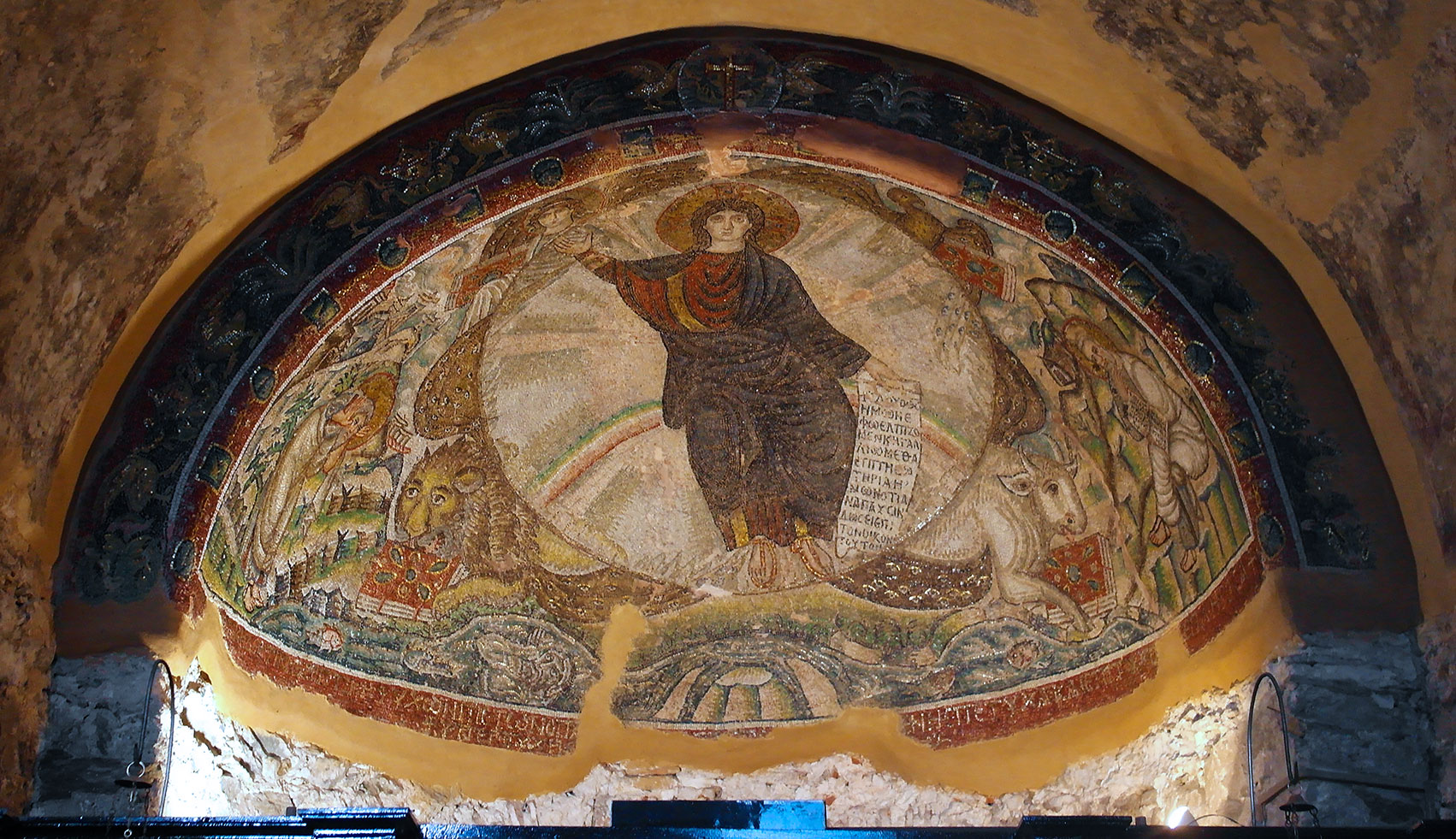
Das Apsismosaik

Das ehemalige Latomos-Kloster (griechisch Μονή Λατόμου, Moní Latómou) in Thessaloniki ist seit 1988 Teil des UNESCO-Welterbes (Frühchristliche und byzantinische Bauten in Thessaloniki). Es liegt am Hang unterhalb der Akropolis.

## Geschichte
Der Name des Klosters geht auf die Steinbrüche in der Umgebung zurück. Die früher dem Erlöser geweihte Klosterkirche, deren Gründung sich in das 5. Jahrhundert zurückführen lässt, wurde mit dekorativen Mosaiken und Fresken verziert, die von einer anonymen, in einem Bericht des Abts des Klosters Akapníou aus dem 9. Jahrhundert als Theodora, Tochter des Kaisers Galerius, benannten Frau gestiftet wurden. Die Mosaiken wurden nach dem Bericht während der Herrschaft von Kaiser Leo der Armenier wieder aufgefunden. Die Klosterkirche wurde im 12. Jahrhundert renoviert und in der Folge neu mit Fresken ausgemalt. Wohl im 16. Jahrhundert erfolgte die Umwandlung in eine Moschee (Σουλιτζέ oder Κεραμεντίν τζαμί), die im Jahr 1921 wieder zur christlichen Kirche wurde und damals ihren Namen Osios David erhielt.

## Bau
Die in ihrer ursprünglichen Anlage quadratische Kirche mit halbkreisförmiger Apsis und einbeschriebenem griechischem Kreuz, dessen Arme Tonnengewölbe trugen, besaß eine flache Kuppel über der Vierung und vier Eckkuppeln. Die Kirche gilt als Vorläuferbau der Kreuzkuppelkirchen. Der Westteil der nur als Torso erhaltenen Kirche wurde wohl bereits im 16. Jahrhundert zerstört.

## Ausstattung

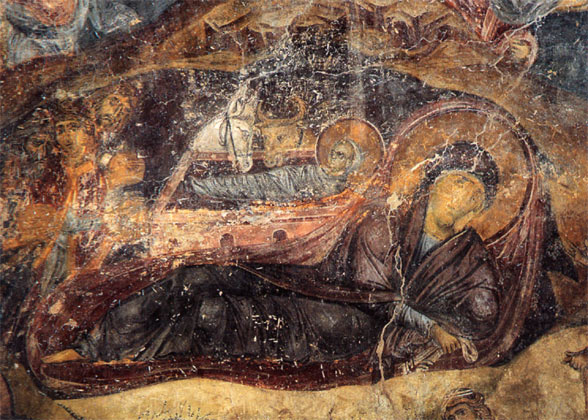
Fresko (Geburt Christi)

Bedeutend ist das um 1921 freigelegte Mosaik aus der Erbauungszeit in der Apsis, das den auf dem Regenbogen thronenden bartlosen Christus in der Aureole darstellt, unter dessen Füßen die vier Paradiesströme in den Jordan münden, an den Seiten die Propheten Ezechiel und Habakuk. Die 1972 bis 1975 freigelegten Fresken in den Seitenschiffen stammen aus byzantinischer Zeit.